# Omatwara
Omatwara (País dels omats) és una comarca a Malwa que té una llargada de nord a sud d'uns 100 km i una amplada d'uns 90. Hi havia antigament els principats de Rajgarh i Narsinghgarh, i parts d'Indore i Gwalior; agafava el nom del clan omat dels rajputs, un subclan del clan paramara, que es va apoderar del territori a l'inici del segle xviii amb la decadència mogol.